# 1921

## Події
- 20 січня — ліквідовані Дагестанська і Терська області РРФСР, утворена Горянська АРСР
- 3 лютого — у Тарнові (Польща) почала роботу «Рада Республіки» — тимчасовий уряд УНР у вигнанні
- 15 березня — місто Олександрівськ перейменовано в Запоріжжя[1]
- 15 березня — засновано Українську студентську громаду в Варшаві
- 16 березня — ліквідовані Батумська і Карська області РРФСР
- 18 березня — укладено Ризький мир між Радянською Росією та Польщею, що завершив польсько-радянську війну та поділив Україну на радянську та польську зони окупації[2]
- 27 травня — Афганістан оголосив про свою незалежність
- 30 травня - засновано Донецький гірничий технікум, який надалі перетворився на політехнічний університет (сьогодні - Донецький національний технічний університет)
- 7 серпня — Закаспійська область РРФСР перейменована на Туркменську
- 31 жовтня — В англійському містечку Sutton Coldfield, передмісті Бірмінгема, з'явилося перше дорожнє маркування Великої Британії — пішохідна зебра.
- 21 листопада — Більшовики розстріляли під містечком Базар 359 полонених українських вояків, учасників Другого Зимового Походу Армії УНР.
- 14 лютого — Більшовиками підписано мирний договір між УСРР і та ЛДР.
- перепис населення у Польщі[3].

### Аварії й катастрофи
- 3 березня — Британський пасажирський пароплав Хонг Мо (Hong Moh) під час шторму вдарився об підводну скелю і переломився. Загинуло 872 чоловік.
- 18 березня — Пароплав Гонконг (Hongkong) затонув у Південно-Китайському морі. Загинуло 1000 чоловік.
- Початок голодомору 1921—1923

## Народились
Дивись також Категорія:Народились 1921
- 1 січня — Рокі Граціано, американський боксер, актор.
- 5 січня — Фрідріх Дюрренматт, швейцарський драматург і публіцист.
- 19 січня — Патриція Гайсміт, американська письменниця (пенталогія про Тома Ріплі, «Незнайомці в потягу», «Ціна солі»)
- 21 січня — Бадаєва Марія Василівна, радянська підпільниця.
- 31 січня — Маріо Ланца, американський оперний співак, актор.
- 21 лютого — Зденек Мілер, чеський художник-аніматор, творець персонажа Кротика
- 21 лютого — Джон Роулз, американський філософ.
- 22 лютого — Джульєтта Мазіна, італійська акторка.
- 22 лютого — Жан-Бедель Бокасса, президент-людоїд (з 1965 р.), імператор-людоїд (1976—1979 рр.) Центрально-Африканської Республіки.
- 2 березня — Едді «Локджо» Девіс, американський джазовий музикант (пом. 1986)
- 24 березня — Смислов Василь Васильович, російський шахіст, 7-й чемпіон світу.
- 28 березня — Дірк Богард, англійський кіноактор.
- 12 квітня — Шейкі Джейк Гарріс (справжнє ім'я Джеймс Д. Гарріс), американський блюзовий музикант (пом. 1990)
- 15 квітня — Береговий Георгій Тимофійович, український льотчик-космонавт.
- 16 квітня — Пітер Устінов, англійський актор.
- 3 травня — Рей Робінсон, американський боксер.
- 21 травня — Сахаров Андрій Дмитрович, фізик.
- 23 травня — Чухрай Григорій Наумович, кінорежисер.
- 8 червня — Сухарто, президент Індонезії (з 1968 р.).
- 10 червня — Британський принц Філіп, герцог Единбурзький.
- 29 червня — Рейнгард Мон, німецький підприємець, творець світової медіа-імперії Bertelsmann.
- 7 липня — Еззард Чарльз, американський боксер.
- 10 липня — Джейк Ламотта, боксер.
- 16 липня — Гі Ларош, французький кутюр'є.
- 18 липня — Джон Гленн, перший американський астронавт.
- 31 липня — Любов Соколова, російська акторка.
- 4 серпня — Моріс Рішар, канадський хокеїст.
- 8 серпня — Герасимов Іван Олександрович, генерал армії, український політик (пом. 2008).
- 12 вересня — Лем Станіслав, польський письменник-фантаст.
- 30 вересня — Дебора Керр, англійська акторка.
- 13 жовтня — Ів Монтан, французький співак і актор.
- 15 жовтня — Маріо П'юзо, американський письменник, кіносценарист.
- 3 листопада — Чарльз Бронсон, американський актор.
- 6 листопада — Джеймс Джонс, американський письменник.
- 27 листопада — Александр Дубчек, словацький політик.
- 4 грудня — Діна Дурбін, канадська акторка і співачка.
- 18 грудня — Нікулін Юрій Володимирович, російський цирковий клоун, телеведучий, кіноактор.
- 23 грудня — Водяний Михайло Григорович, актор оперети і кіно.

## Померли
Дивись також Категорія:Померли 1921
- 11 березня — Шерберн Веслі Бернгем, американський астроном.
- 7 серпня — Блок Олександр Олександрович, поет.

## Нобелівська премія
- з фізики: Альберт Ейнштейн — «За заслуги перед теоретичною фізикою й особливо за відкриття закону фотоелектричного ефекту»
- з хімії: Фредерік Содді — «За внесок в хімію радіоактивних речовин і за дослідження походження і природи ізотопів»
- з медицини та фізіології: Премію не присуджували
- з літератури: Анатоль Франс
- премія миру: Карл Брантінг «За зусилля в мирному рішенні суперечки Швеції з Норвегією і за роботу в Лізі Націй», та Крістіан Ланге «За пропаганду арбітражу, як засобу вирішення міжнародних конфліктів»